# Aleksandra Słomińska
Aleksandra Karola Słominska (ur. 4 listopada 1858 w Jeżewie, zm. 16 lutego 1954 w Poznaniu) – polska nauczycielka i działaczka społeczna oraz kobieca.

## Życiorys
Córka urzędnika Ignacego i nauczycielki Zenobii z Wnukowskich. W 1878, w Kwidzynie, zdała egzamin nauczycielski. Od 1878 do 1882 nauczała języka francuskiego w Hildesheim. Od 1882 do 1886 przebywała w Paryżu, gdzie studiowała w Collège de France, jednocześnie ucząc w domach prywatnych. W 1886 powróciła do Polski (wówczas pod zaborami), nauczając w prywatnych domach. W 1897 osiadła w Poznaniu. Pracowała jako nauczycielka w Wyższej Szkole Żeńskiej Anastazji Warnke, szkole Antoniny Estkowskiej oraz w pensji dla panien należącej do Anny Danysz. W 1901 zdała egzamin na kierownika szkoły i założyła internat dla dziewcząt przy ul. Strzeleckiej. Internat przeznaczony był wyłącznie dla dziewcząt polskich uczących się w szkołach poznańskich. Udzielała również lekcji historii i języka polskiego. W tym czasie intensywnie działała na rzecz kobiet, m.in. w Towarzystwie Czytelni dla Kobiet. Wspólnie z Anielą Tułodziecką działała w stowarzyszeniu Warta. W 1909 została przewodniczącą Zjednoczenia Polskich Kobiecych Towarzystw Oświatowych w Rzeszy Niemieckiej, którego siedziba mieściła się w Poznaniu. Wygłaszała liczne wykłady, prowadziła działalność oświatową dla kobiet i dzieci ze środowisk robotniczych, nauczała również w sposób tajny. W 1919 założyła z Lucyną Sokolnicką prywatne Liceum Królowej Jadwigi przy pl. Wiosny Ludów w Poznaniu (wówczas pl. Świętokrzyski 4). W czerwcu 1920 wydzieliło się zeń liceum żeńskie pod wezwaniem Najświętszego Serca Jezusa, którym kierowała. W 1924 przekształciła je w gimnazjum z własną szkołą powszechną (od 1937 przy ul. Słowackiego 18). W 1940 została wysiedlona do Radomia, skąd przeniosła się do Warszawy. W 1945 powróciła do Poznania.
Zmarła 16 lutego 1954 w Poznaniu. Pochowana 19 lutego 1954 na cmentarzu Bożego Ciała w Poznaniu (kwatera ND-1-16).

## Ordery i odznaczenia
- Krzyż Kawalerski Orderu Odrodzenia Polski (11 listopada 1937)[2]